# Abgar X.

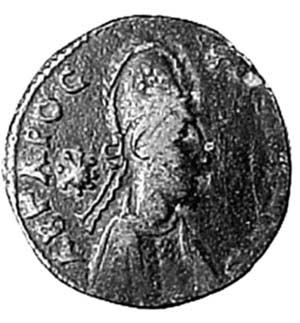
Münze mit Darstellung von Abgar X., 3. Jahrhundert

Abgar X. (Aelius Septimius Abgarus) regierte von etwa 239 bis 242 n. Chr. als König von Osrhoene. Er war ein Sohn des designierten Thronfolgers Ma’nu, der entweder Sohn oder Enkel des osrhoenischen Herrschers Abgar VIII. gewesen sein dürfte.
Dass der durch Münzen bezeugte Abgar X. mit dem in einer stadtrömischen Inschrift genannten Abgar Prahates filius rex principis Orrhenorum identisch sei, wird in der Forschung zwar öfters angenommen, ist aber nicht zweifelsfrei nachgewiesen. Seinen Münzen zufolge wurde er vom römischen Kaiser Gordian III. als König von Osrhoene eingesetzt. Seine Ernennung erfolgte wohl 239 n. Chr. anlässlich eines Aufenthalts Gordians im Orient im Zusammenhang mit den vom Kaiser getroffenen Maßregeln zur Verminderung der Bedrohung durch die Sassaniden. Wahrscheinlich befand sich die Residenz von Abgar anfangs in Anthemusias, weil Edessa, die ehemalige Hauptstadt von Osrhoene, mittlerweile in eine römische  colonia umgewandelt worden war.
Die von Abgar X. geprägten Münzen stellen ihn mit einer diademgeschmückten Tiara auf einem Pferd reitend dar. Gordian III. zeichnete Abgar X. wohl durch die Verleihung der  Ornamenta consularia aus. Zwar wird für das Ende von Abgars Regierungszeit meist das Jahr 241/242 n. Chr. angenommen, doch könnte sie sich auch bis 248/249 erstreckt haben, u. a. deshalb, weil der syrische Gelehrte Jakob von Edessa dieses Jahr als Zeitpunkt des Endes des osrhoenischen Königreichs angibt. Unter welchen Umständen das Reich unterging, ist nicht näher bekannt.